# 兪泰興
兪 泰興（ユ・テフン、1919年11月28日 - 2005年1月17日）は、大韓民国の第8代大法院長。

## 概要
忠清南道洪城に出生。1941年、関西大学専門部第二部法律学科を卒業後、1948年に第2回朝鮮弁護士試験に合格した。

## 人物
ソウル地方法院（地方裁判所）首席裁判長を務めていた1971年に発生した第一次司法波動の際には、裁判官を代表して声明を朗読し、裁判所上層部と政界に裁判官の改革の意志を表明した。1976年に大法院（日本の最高裁長官に相当）判事に任命された。大法院判事在職中の1980年、 朴正煕大統領と車智澈大統領府警護室長が暗殺された朴正煕暗殺事件では、金載圭大韓民国中央情報部部長に対して内乱目的の殺人を認め、死刑判決を言い渡した。「金大中内乱陰謀事件」では、金大中に死刑を判決を言い渡した裁判官としても知られている。 1981年に第10代大法院長（日本の最高裁長官に相当）に任命された。 1985年には裁判官人事の乱脈ぶりを批判する文章を法曹新聞に寄稿した判事を左遷させ、第二次司法波動をもたらしており、これにより、大法院長に対しての最初の弾劾発議を受けるという屈辱も経験した。
2005年1月17日、漢江にて投身自殺。